# Anna Cecilie Fabricius
Anna Cecilie Fabricius, född Ambrosius 4 oktober 1749 i Flensburg, död 18 juli 1820 i Kiel, var en dansk författare och översättare. Hon är främst hågkommen för sin brevväxling med Klopstock från 1767–1768, vilken publicerades 1815 och 1867.
Anna Cecilie var dotter till den förmögne borgaren Ambrosius i Flensburg (som då var danskt) och gifte sig 1771 med Johann Christian Fabricius (d. 1808), från 1775 professor i Kiel. De fick två söner, Johann Christian Eduard och Thomas Balthasar som både studerade medicin och blev läkare, samt en dotter, Anna Julie Helene, som dock dog i ung ålder till följd av en olyckshändelse i Paris. Efter giftermålet företog hon många resor i England, Tyskland och Frankrike och levde länge i Paris.
Hon översatte 1797 Betrachtungen über den Gottesdienst, bürgerliche Gebräuche u. Nationalfeste av L. M. Reveillère Lépaux. 1802 utgav hon Heinrich der vielgeliebte od. Würde der Protestanten, ein Schauspiel (Helmstedt 1802).